# Карин Околие
Карин Околие е българска лекоатлетка, състезаваща се в спринта на 60, 100 и 200 метра, и създателка и водеща на подкаста „Kari's Calling“.

## Биография
Карин Околие е родена на 1 май 1994 г. в София. Завършила е специалност маркетинг в Нов български университет. През 2021 г. е номинирана за „Жена на годината“ – категория „Интернет послание“.

### Летни младежки олимпийски игри 2010
На летните младежи олимпийски игри в Сингапур през 2010 г. Карин Околие е 5-а в бягането на 200 м. с личен резултат 24.34.

### Блог и подкаст
През 2017 г. създава блога „Karin's Book Of Inspirations“. През 2020 г. създава подкаста „Kari's Calling“, в който са участвали Ивет Лалова, Мария Силвестър, Прея, Елица Василева, Мила Роберт.

### Телевизия
През 2021 г. участва в телевизионното предаване „Черешката на тортата“, което се излъчва по Нова телевизия. През 2022 г. участва в риалити предаването „Survivor: Скритият идол“, излъчващо се по BTV. Околие е водеща и на София Прайд 2024 г. 

## Cтатистика

### Лични постижения и отличия
| Дисциплина  | Дата        | Турнир                 | Време (секунди)             |
| ----------- | ----------- | ---------------------- | --------------------------- |
| 100 метра   | 13 юли 2012 | Сливен, България       | 11.82                       |
| 200 метра   | 12 юли 2012 | Барселона, Испания     | 23.97                       |
| 400 метра   | 2 май 2012  | София, България        | 54.74                       |
| 4x400 метра | 20 юни 2015 | Стара Загора, България | 3.38.78 (национален рекорд) |